# Area naturale protetta di interesse locale Il Bottaccio
L'area naturale protetta di interesse locale Il Bottaccio è una area naturale protetta di interesse locale della regione Toscana istituita nel 1997.
Occupa una superficie di 46 ha nella provincia di Lucca.

## Fauna
Nell'area sono presenti aironi bianchi maggiori e folaghe eurasiatiche.